# Ulrike von Ribbeck
Ulrike von Ribbeck (* 1975 in Minden) ist eine deutsche Regisseurin.

## Leben
Sie gehört zur Familienlinie Glienicke des brandenburgischen Adelsgeschlechts von Ribbeck. Die Hauptgüter dieses genealogischen Zweiges waren vormals (Groß)-Glienicke, Dyrotz und Seegefeld westlich von Potsdam gelegen, alle Anfang des 19. Jahrhunderts verkauft. Die Vorfahren gingen wie ihr Ururgroßvater Otto von Ribbeck in militärische und in bürgerliche Berufe. Ihre Eltern waren der Studiendirektor Joachim von Ribbeck und die Realschullehrerin Ingrid Meyer. Ulrike von Ribbeck studierte an der Hochschule für Bildende Künste Hamburg (HfbK) Visuelle Kommunikation und anschließend Regie an der Deutschen Film und Fernsehakademie Berlin. Ihre Kurzfilme Am See und Charlotte liefen neben den Filmfestspielen von Berlin auf dem Festival de Film de Cannes und wurden mehrfach international ausgezeichnet.
Mit ihrem ersten Spielfilmprojekt Früher oder später war sie als einzige Deutsche beim Atelier de la Cinéfondation in Cannes eingeladen; der Spielfilm hatte 2007 Premiere auf dem Internationalen Filmfestival von Locarno im Wettbewerb, sowie auf zahlreichen weiteren Festivals. Die Hauptdarstellerin des Films, Lola Klamroth, erhielt durch den Film große Beachtung und wurde für zahlreiche Darstellerpreise nominiert, wie den Studio Hamburg Nachwuchspreis 2010. Ulrike von Ribbeck adaptierte gemeinsam mit Ruth Rehmet den Roman „Treffen sich zwei“ von Iris Hanika.
2015 wurde der Film unter der Regie von Ulrike von Ribbeck in Berlin gedreht. In den Hauptrollen der modernen großstädtischen Liebesgeschichte spielen Nicolette Krebitz und Clemens Schick.

## Filmografie
- 1999: Laurentia (Kurzfilm)[1]
- 2000: Kleine Träume (Dokumentation)
- 2002: Am See (Kurzfilm)
- 2004: Charlotte (Kurzfilm)
- 2007: Früher oder später
- 2015: Treffen sich zwei